# Libzypp
ZYpp oder libzypp ist ein Paketverwaltungssystem, das vor allem in openSUSE eingesetzt wird. Es ist die SUSE-spezifische Implementation von PackageKit. libzypp verfügt über einen nach eigenen Angaben herausragenden Abhängigkeitsauflöser, um Paketabhängigkeiten zu berechnen, den SAT-Solver (siehe SAT-Problem und Constraint-Satisfaction-Problem). Die libzypp ist Open Source und wird mit Unterstützung von SUSE (Unternehmen) entwickelt.
Zur libzypp gehört das Kommandozeilen-Interface zypper, das auch über eine eigene Eingabeaufforderung verfügt. Zypper unterstützt YaST2 und RPM MetaData als Repository-Format. Die installierten Repositories in zypper sind synchron mit denen in YaST2, da YaST selbst auch auf die libzypp als Paketverwaltungsengine setzt. Zypper unterstützt alle gängigen Paketverwaltungs-Funktionen, wie das Auflösen von Abhängigkeiten, das Installieren und Entfernen von Paketen und die Aktualisierungsverwaltung, also das Suchen nach Patches und Updates. Als grafische Oberfläche für Zypper kann YaST betrachtet werden, da sowohl YaST als auch Zypper auf die libzypp-Engine zurückgreifen.

## Geschichte
2003 entschied Novell in der Folge der Übernahme von Ximian und der SUSE GmbH, beide Paketsysteme (Yast und RedCarpet) zu vereinigen. 2005 erfüllte keiner der beiden Paketmanager mehr die Anforderungen, die andere Open-Source-Paketmanagement-Systeme erfüllt hätten. Novell übernahm Eigenheiten beider Paketsysteme und entwickelte libzypp.
Zypper erschien das erste Mal 2006 mit openSuse 10.2, ist aber auch für openSuse 10.1 verfügbar.